# Onthophagus parafalculatus
Onthophagus parafalculatus es una especie de insecto del género Onthophagus, familia Scarabaeidae, orden Coleoptera.

Fue descrita científicamente por Ochi, Kon & Tsubaki en 2009.